# Der Popolski Show

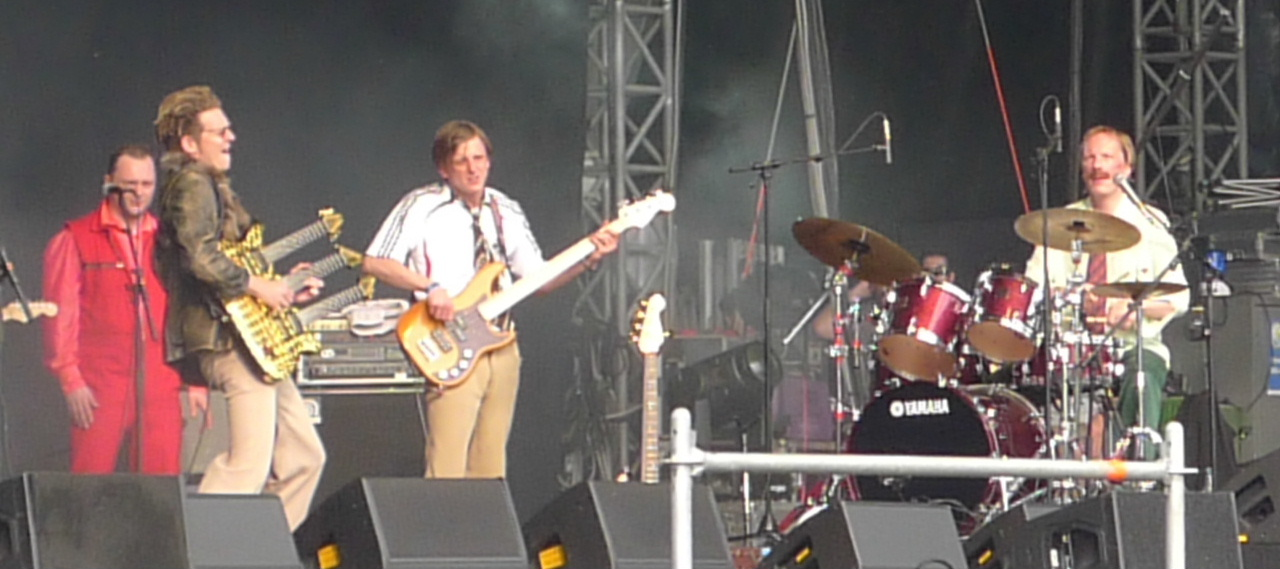
Der Familie Popolski – Rheinkultur 2010

Achim Hagemann als „Pawel Popolski“

„Dorota“ (Iva Buric Zalac)

„Mirek“ (Mirko van Stiphaut)

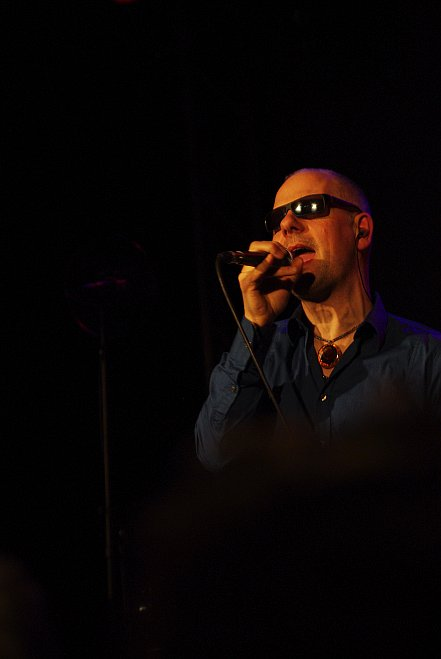
„Danusz“ (Daniel Basso)

Der Popolski Show ist eine von Achim Hagemann unter dem Pseudonym „Pawel Popolski“ gegründete parodistische Kabarettshow mit Musikeinlagen. Im März 2008 startete sie im Spätabendprogramm des WDR. Bekannte Pop-Rock-Klassiker werden dabei verfremdet und in eine komödiantische Rahmenhandlung eingebaut.
Seit 2015 wird sie als Der Popolski-Wohnzimmershow weitergeführt. 2023 begann Hagemann sein Programm PolkaMania!

## Konzept
Die Kabarettshow folgt einem Konzept, nach dem die Akteure Angehörige der aus Polen stammenden, klischeehaft überzeichneten Familie Popolski seien. Dazu gehört die fiktive Legende der Familie Popolski, in der vor allem der Großvater, „Pjotrek Popolski“, eine wichtige Rolle einnimmt. So soll er Anfang des 20. Jahrhunderts 128.000 Stücke komponiert haben und Urheber sämtlicher Popklassiker sein, die ihm jedoch von einem gewissenlosen Manager gestohlen worden seien. Daraufhin hätten verbrecherische Gestalten auf dem Schwarzmarkt die Kopien seiner Kompositionen an alle möglichen Popstars der Welt verkauft, darunter Prince, Modern Talking und Howard Carpendale. Pawels Lieblingsspruch lautete: Dieter Bohlen hat gestohlen alle Hits aus Polen. Das Ansinnen der Familie Popolski sei nun, ihrem alten Großvater zu spätem Ruhm zu verhelfen und die eigene Geldbörse wieder aufzufüllen, indem sie die „ursprünglichen“ Polka-Versionen der Hits darbieten, wie sie der Großvater komponiert habe. 
Alle Mitglieder dieser pseudo-polnischen Musikerfamilie sind mehr oder weniger verkrachte Existenzen. Jede dieser Figuren bekommt in der Kabarettshow zudem ihren eigenen Auftritt. Dem Konzept nach stammt die gesamte Familie aus Zabrze, einer Stadt im Zentrum des oberschlesischen Kohlereviers.
Zu den Mitgliedern der Familie zählt „Pawel Popolski“, der älteste der Brüder Popolski, der die Kabarettshow moderiert und alle weiteren Figuren vorstellt. Daneben gibt es den blinden „Danusz Popolski“, dessen Piano in der Rumpelkammer steht und den als Einzigen nicht das Chaos der Familie stört. „Mirek Popolski“ im Kunstpelz treibt jeden elektrischen Verstärker in den Kurzschluss. „Janusz Popolski“, „der jungste Bruder und der trubste Tasse von der ganze Familie“, spielt Bass, spricht nie und bricht in Tränen aus, wenn er den Mund aufmachen soll. „Dorota Popolski“, die Cousine, wird angepriesen als „der Heißeste von der Heißesten“; sie tritt in figurbetonender Kleidung auf. Schließlich zählen zu den weiteren Charakteren unter anderem die trinkfreudigen eineiigen Zwillinge „Henjek“ und „Stenjek“, die als Bläserduo auftreten, der Baumeister „Bogdan Popolski“ im Blaumann, der Polka-Akkordeonspieler und zweite Gitarrist „Marek Popolski“, der Pornodarsteller und „Botschafter der Liebe“ „Andrzej Popolski“ und der pomadige „Tomek Popolski“, der als „Tiger von Zabrze“ vorgestellt wird.
Es singen und spielen (Pseudonym/Instrument):
- Achim Hagemann (Pawel/Schlagzeug)
- Mirko van Stiphaut (Mirek/Gitarre)[4]
- Daniel Basso (Danusz/Keyboard)[5]
- Martin Ziaja (Janusz/Bass)[6]
- Ludwig Götz (Henjek/Posaune)[7]
- Rüdiger Testrut (Stenjek/Trompete)
- Markus Grieß (Marek/Akkordeon)
- Jörg Hamers (Bogdan/Gesang)
- Christoph Terbonssen (Tomek/Gesang)[8]
- Iva Buric Zalac (Dorota/Gesang)
- Andreas Schleicher (Andrzej/Gesang)[9]
- Henning Schwarzhoff (Isidor/Gesang) † 10. Dezember 2009[10][11][12].
- Oliver Steinhoff (Elvek/Gesang)[13]

Die im WDR im Jahr 2008 ausgestrahlte Fernsehfassung spielt in einer angeblichen polnischen Plattenbausiedlung im zwölften Stockwerk, einschließlich Stromausfalls.
Im April 2014 nach der Abschlusstournee „Polka’s coming home – Der Beste von der Beste“ endete das Projekt „Der Familie Popolski“, und die Bandmitglieder gingen getrennte Wege. Das letzte Konzert fand am 6. April 2014 in der ausverkauften Heinrich-Lades-Halle in Erlangen statt.
Im Winter 2014 veröffentlichte Achim Hagemann das Buch Der Familie Popolski und ging 2015 damit auf Lese-Tour.
Mit dem Lied Kein Schwein ruft mich an war Pawel 2019 bei MTV Unplugged mit Max Raabe & dem Palast Orchester zu sehen, welches auf dem gleichnamigen YouTube-Kanal zu sehen ist.

## Akteure und Kritik
Kopf des Ensembles ist der aus Recklinghausen stammende Achim Hagemann, der einer breiteren Öffentlichkeit vor allem durch seine zahlreichen Auftritte mit Hape Kerkeling bekannt wurde.
Am 10. Dezember 2009 verstarb der Sänger Henning Schwarzhoff, der in der Kabarettshow als „Isidor Popolski“ auftrat, im Alter von 39 Jahren an einem Herzinfarkt.
In den Jahren 2006, 2008 und 2009 gab es für das Ensemble unterschiedliche Nominierungen für verschiedene Musik-, Kabarett- und Fernsehpreise.
- 2006 Nominierung für den Prix Pantheon
- 2008 Nominierung für den Deutschen Fernsehpreis in der Kategorie „Beste Comedy“
- 2008 Kritik der Süddeutschen Zeitung[18]
- 2009 Nominierung für den Adolf-Grimme-Preis[19]

Im weitesten Sinne könnte diese Gruppe auch als Coverband bezeichnet werden, da sie Stücke spielt, die dem Publikum zum Beispiel durch Tom Jones (Sex Bomb), Alcazar (Crying at the Discoteque) oder Die Ärzte (Junge) bekannt gemacht wurden.
Die Verfremdung und Verfeinerung der Stücke stellt jedoch eine eigene Leistung dar. Durch Wechsel der Tempi, durch Einsatz des Mittels der Synkope, durch eine ungewöhnliche Instrumentenwahl (zum Beispiel Posaune und Harfe) wird hier eine eigene Stilbildung betrieben und auch erreicht (zum Beispiel zu einem Pop-Polka-Reggae-Crossover).

## Diskografie
- 2007 The Pops – Dobrze
- 2008 Der Popolski-Show – Live in Zabrze

## Videos
- 2011 Der Familie Popolski – Live in der Zloty-Palast